# 11 Minutes
11 Minutes è un singolo del cantante britannico Yungblud e della cantante statunitense Halsey, pubblicato il 14 febbraio 2019 su etichetta discografica Geffen Records.

## Descrizione
Il brano, che vede la partecipazione del musicista Travis Barker, è stato scritto da Halsey, Yungblud, Brynley Rose Plumb e Matt Schwartz, e prodotto da quest'ultimo con Chris Greatti e Zakk Cervini.

## Video musicale
Il videoclip è stato reso disponibile il 21 febbraio 2019 tramite il canale Vevo-YouTube di Yungblud.

## Esibizioni dal vivo
I tre artisti si sono esibiti con la canzone agli iHeartRadio Music Awards 2019, durante la quale Halsey e Yungblud hanno suonato chitarre elettriche.

## Tracce
Testi e musiche di Dominic Harrison, Brynley Rose Plumb, Ashley Frangipane e Matt Schwartz.
1. 11 Minutes (feat. Travis Barker) – 3:59

## Formazione
Musicisti
- Halsey – voce
- Yungblud – voce
- Travis Barker – batteria
- Chris Greatti – chitarra
- Zakk Cervini – programmazione

Produzione
- Chris Greatti – produzione
- Matt Schwartz – produzione
- Zakk Cervini – produzione
- Chris Gehringer – mastering
- Mike "Spike" Stent – missaggio

## Classifiche
| Classifica (2019) | Posizione massima |
| ----------------- | ----------------- |
| Australia         | 23                |
| Belgio (Fiandre)  | 52                |
| Belgio (Vallonia) | 81                |
| Canada            | 69                |
| Estonia           | 33                |
| Grecia            | 24                |
| Irlanda           | 41                |
| Lituania          | 24                |
| Portogallo        | 96                |
| Regno Unito       | 59                |
| Repubblica Ceca   | 38                |
| Slovacchia        | 34                |
| Stati Uniti       | 101               |
| Ungheria          | 27                |